# Power Games
Power Games è il secondo album in studio del gruppo musicale svedese 220 Volt, pubblicato nel 1984 dall'etichetta discografica CBS Records.

## Tracce
1. Firefall – 4:07
2. Airborne Fighter – 3:30
3. Over the Top – 4:27
4. Night Without End – 5:07
5. Child or Beast – 4:58
6. Mistreated Eyes – 5:01
7. Don't Go – 3:21
8. Carry On – 4:56

### Tracce bonus (versione cassetta)
1. Screaming for a Riot
2. City Lights

## Formazione
- Jocke Lundholm – voce
- Thomas Drevin – chitarra
- Mats Karlsson – chitarra
- Mike Larsson – basso
- Peter Hermansson – batteria